# آدرین مارتین
آدریَن مارتین (به انگلیسی: Adrian Martin) (زادهٔ ۱۹۵۹) منتقد سینما و هنر استرالیاییِ ساکن بیلاسار د مار اسپانیا است. او استادیار معین فرهنگ و نظریه فیلم در دانشگاه مانش است. نوشته‌هایش در بسیاری از مجلات و روزنامه‌های سراسر دنیا منتشر شده‌است و برخی از آن‌ها به بیش از بیست زبان ترجمه شده‌اند.

## زندگی و تحصیل
مارتین در ملبورن متولد شد و در کالج سنت جوزف ملبورن و کالج ایالتی ملبورن تحصیل کرد. جایی که در اواخر دهه ۱۹۷۰ دورهٔ تحصیلاتش در زمینهٔ مطالعات فیلم و رسانه گذراند. او بعداً در سال ۲۰۰۶ دکترای سَبکِ فیلم را در دانشگاه مانش به پایان رساند. پایان‌نامه‌اش با عنوان «به سوی تجزیه و تحلیل ترکیبی سبک فیلم» برندهٔ مدال دکتری مولی هولمن برای بهترین رسالهٔ دکترای دانشکده هنر و طراحی شد.

## جوایز
- ۱۹۹۳: جایزه بایرون کندی، جایزهٔ آکادمی هنرهای سینمایی و تلویزیونی استرالیا
- ۱۹۹۷: جایزه پاسکال، منتقد سال استرالیا
- ۲۰۰۶: مدال دکتری مولی هولمن، دانشگاه مانش
- ۲۰۱۸: جایزه انجمن منتقدان فیلم استرالیا (AFCA)، جایزه ایوان هاچینسون برای «بهترین نوشتار بلند در مورد سینمای استرالیا یا بین‌الملل»

## فیلم‌شناسی
- عشق و دیگر فاجعه‌ها (۱۹۹۶)، در نقش خودش